# Merlina Licht
Merlina Licht (Buenos Aires, Argentina, 25 de septiembre de 1968 - ibídem, 26 de noviembre de 2010) fue una conocida panelista y abogada argentina.

## Carrera
Hija de un matrimonio conformado por Bernardo y Elsa Licht, Merlina fue una joven abogada que tuvo numerosas intervenciones en le televisión argentina donde se desempeñó como comentarista de espectáculos y noticias.
En 1987 tuvo la oportunidad de protagonizar una de las tapas de la Revista Gente gracias a su belleza y privilegiada figura. Trabajó como panelista en el programa Mañaneras, conducido por Paula Trapani y Karina Mazzocco, donde se destacó, sobre todo, por sus opiniones en defensa de la mujer y por su ácido humor.

## Vida privada
Estuvo casada desde comienzos de 1990 hasta 2004 con el exproductor, empresario y luego pareja de Viviana Canosa, Alejandro Borensztein, hijo de Tato Bores. Con él tuvo dos hijos: Julián y Manuel  nacidos en 1989 y 1996 respectivamente. Luego formó pareja con un hombre ajeno al ambiente llamado Luis Locatti, empresario, dueño de la empresa Macata.

## Fallecimiento
Merlina Licht falleció a las 7:13 del viernes 26 de noviembre de 2010, víctima de un cáncer de estómago detectado un año antes y que había sido extirpado parcialmente. Gran amiga de la doctora Mariana Lestelle confió en ella en el seguimiento de su dolencia. Meses antes de su muerte, Merlina, decidió hacerlo público frente a las cámaras de televisión en Mañaneras donde contó, entre otras cosas, lo que fue enterarse de su enfermedad, como lo tomó frente a sus hijos, como supo sobrellevar y el tratamiento al que se sometió. Sus restos descansan en el Cementerio privado Jardín de Paz. Licht tenía 42 años.
El mismo día de su muerte, en Intrusos en el espectáculo, el periodista Jorge Rial leyó una carta que había escrito la panelista:

“Es bueno recordar aquel 25 de febrero donde me senté en vivo a relatarle a quien estuviera mirando que tenía cáncer. Fue liberador e inspirador para muchos hablar de algo que es todavía vivido como algo que debe guardarse en secreto, no por mantener la calma o la privacidad, sino como algo que estigmatiza, rebaja y daña”.

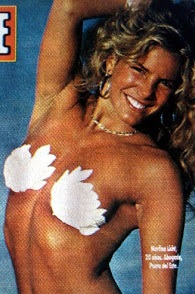
Merlina Licht en la tapa de la Revista Gente en 1987.

“(...)Mi cuerpo está sano, me dije, y no voy a tratar de calmar la parte que sí está afectada. Seguí trabajando, haciendo ejercicios y traté de llevar una vida más o menos normal. En la medida que los síntomas se acentuaron, la sensación de sanidad, de control de tu propio cuerpo empieza a hacerte tambalear: es muy difícil subir a la balanza y ver que se ha perdido peso o que pasás de un talle 27 de jean al 25. Entrar a un negocio y pedir un jean de ese talle pienso es lo que te hace sentir poderosa en esta sociedad de locos, y a mí me resulta demoledor”.

"Fue duro llegar a esta instancia. Me había acostumbrado o mejor dicho, había anestesiado el concepto de la enfermedad… El enfrentarse al hecho del tratamiento, cosa que por lo general es algo que te dan de inmediato una vez declarado el cáncer, suele convulsionar de manera rápida la vida, del enfermo y de la familia…Es como que no te dan tiempo a pensar y tu esperanza está puesta allí, combinada con la desazón, la angustia y el bajón que te da aquello que no se ha terminado de digerir. Tener cinco meses sin tratamiento te vuelve a poner de manifiesto que se tiene una enfermedad que es devastadora y su tratamiento más aún. (…) Se puede estar enfermo y no morir, y se puede estar sano y morir de un momento para el otro. Insisto, saber que el pelo se caería, que el cuerpo sano que me acompañaba hasta ahora podía afectarse por el tratamiento, me pegó un cachetazo enorme que me llevó hasta el primer cachetazo donde me enteré de la noticia. Lo peor es el miedo al agresor….Lo mejor es querer enfrentarlo. (…) Pensé en “guerra”… Pensé en mis hijos otra vez, y me di cuenta que al ser madre, no le tenés miedo al dolor. Que pueden hacer lo necesario con mi cuerpo físico, pero nada puede ser tan grave porque lo más importante es seguir viviendo por ellos. No entregarse es la meta… Es como caer prisionera durante muchos meses en un lugar donde te rapan, te torturan, te ponés débil y tenés que soportar de todo…Con la diferencia de que a diario podés seguir viendo a tus hijos, tu marido, tus padres y todos los afectos de los que quieras rodearte”.

“(...) El día anterior al tratamiento fui a la peluquería a hacerme el color y peinarme. Para qué me preguntaban? Si se te va a caer el pelo en una semana… Y si se cae en dos o en tres, qué? Me preguntan e insisten por cómo estoy de ánimo. La verdad es que no hay estado anímico que resista sentirse mal, pero lo importante es obligarse a diario a hacer ciertas cosas. (…) Seguramente las decisiones que tomamos en cuanto a nuestras prioridades en momentos difíciles son aquellas que masticamos y rumiamos y no terminamos de digerir (Oh, qué casual para alguien con una dolencia en el estómago) Arreglarse… No quedarse abatida vestida en calzas es prioridad. No me importa si hoy no salgo de mi casa, igual me maquillé y me vestí. La versión de una tiene que estar intacta”.

“(…) Eso que te dicen de vivir el día a día está muy lindo pero para mí, la vida siempre fue planificar y sacar conclusiones de los objetivos. Por qué habría de cambiar ahora? Te dicen también que uno debe ser más egoísta que nunca y no hay margen para contener a nadie, sin embargo, trato de esforzarme conteniendo a mi marido que a veces está mal, o a mis padres, que se brotaron de ansiedad y me llaman más que nunca como si tuvieran un acciones en la compañía de teléfono...".

"(...) A nadie parece importarle el tema de la estética del paciente oncológico. Te comentan que está bueno hacerse un peluca y punto, pero en cuanto tenga mis primeras experiencias al respecto voy a dedicarme a este aspecto. Sexo: Este es un problema de alto impacto en las mujeres, sobre todo con las enfermedades de mayor incidencia que son las de cáncer de mama o de útero, donde el impacto es absoluto sobre la sexualidad. En los hombres se dan problemas cuando los aqueja la dolencia en próstata, y más allá de eso, el estado anímico y los dolores te pueden impedir pensar en eso… Me preocupa, una geisha como yo siempre tiene que cumplir con su “marido en el bosque”, que es un concepto que me gusta de una película que vi de judíos refugiados en el bosque y cómo en esa situación las mujeres debían elegir uno mientras durara el exilio".
 Merlina Licht (†2010).